# Cotinusa dimidiata
Cotinusa dimidiata là một loài nhện trong họ Salticidae.
Loài này thuộc chi Cotinusa. Cotinusa dimidiata được Eugène Simon miêu tả năm 1900.